# Dovrefjell
Dovrefjell er et norsk fjeldparti, hvis højeste punkt Snøhetta er 2.286 meter over havet. Over Dovres fjeldvidder går jernbanelinjen Dovrebanen fra Oslo til Trondheim sammen med Europavej 6 mellem Trelleborg i Sverige og Kirkenes. Stationsbyen og turistcentret Dombås ligger ved E6 på den sydlige side af Dovrefjell. Mod nord kløves fjeldpartiet af Drivdalen.
2002 blev Dovre nationalpark betydeligt udvidet ved dannelsen af Dovrefjell-Sunndalsfjella nationalpark. Området beskyttes for at bevare naturen og det rige plante- og dyreliv. Den vestlige del karakteriseres af stejle bjerge med Snøhetta som det højeste punkt. I øst er fjeldgrunden kalkrig og her findes Nordeuropas rigeste plantebjerg med usædvanlige arter som norsk malurt og dovrevalmue. Moskusokser og rensdyr er også et af Dovrefjells kendetegn. Der forekommer omfattende brydning af skifer og en guldmine fandtes indtil slutningen af 1700-tallet .